# Melicope indica
Melicope indica är en vinruteväxtart som beskrevs av Robert Wight. Melicope indica ingår i släktet Melicope och familjen vinruteväxter. Inga underarter finns listade i Catalogue of Life.